# سل بمل ماژور
سل بمل ماژور (انگلیسی: G-flat major) با مخفف (♭G) یک تنالیته‌  بر پایه نت سل بمل و فواصل آن بر اساس گام ماژور است.

## تعریف
گام سل بمل ماژور شامل نت‌های : سل بمل، لا بمل، سی بمل، دو بمل، ر بمل، می بمل و فا است. این گام دارای شش علامت بمل در سرکلید است.
گام سل بمل ماژور:
مینور نسبی آن می بمل مینور و گام موازی آن «سل بمل مینور» یا فا دیز ماژور (گام مترادف)  است.

## آثار در سل بمل ماژور
- پرلود در سل بمل ماژور (راخمانینف)
- اتود شماره ۵ اپوس ۱۰ (شوپن)
- اتود شماره ۹ اپوس ۲۵ (شوپن)
- ایمپرمتو شماره ۳ (شوپن)